# 中国—东盟自由贸易区

中国－东盟自由贸易区

中国—东盟自由贸易区（英語：China–ASEAN Free Trade Area，縮寫：CAFTA），或称东盟10+1 ，是指由中华人民共和国以及东南亚国家联盟的10个成员国：泰国、马来西亚、新加坡、菲律宾、印尼、文莱、越南、老挝、缅甸和柬埔寨组成的自由贸易区，于2010年1月1日起全面启动。

## 概况

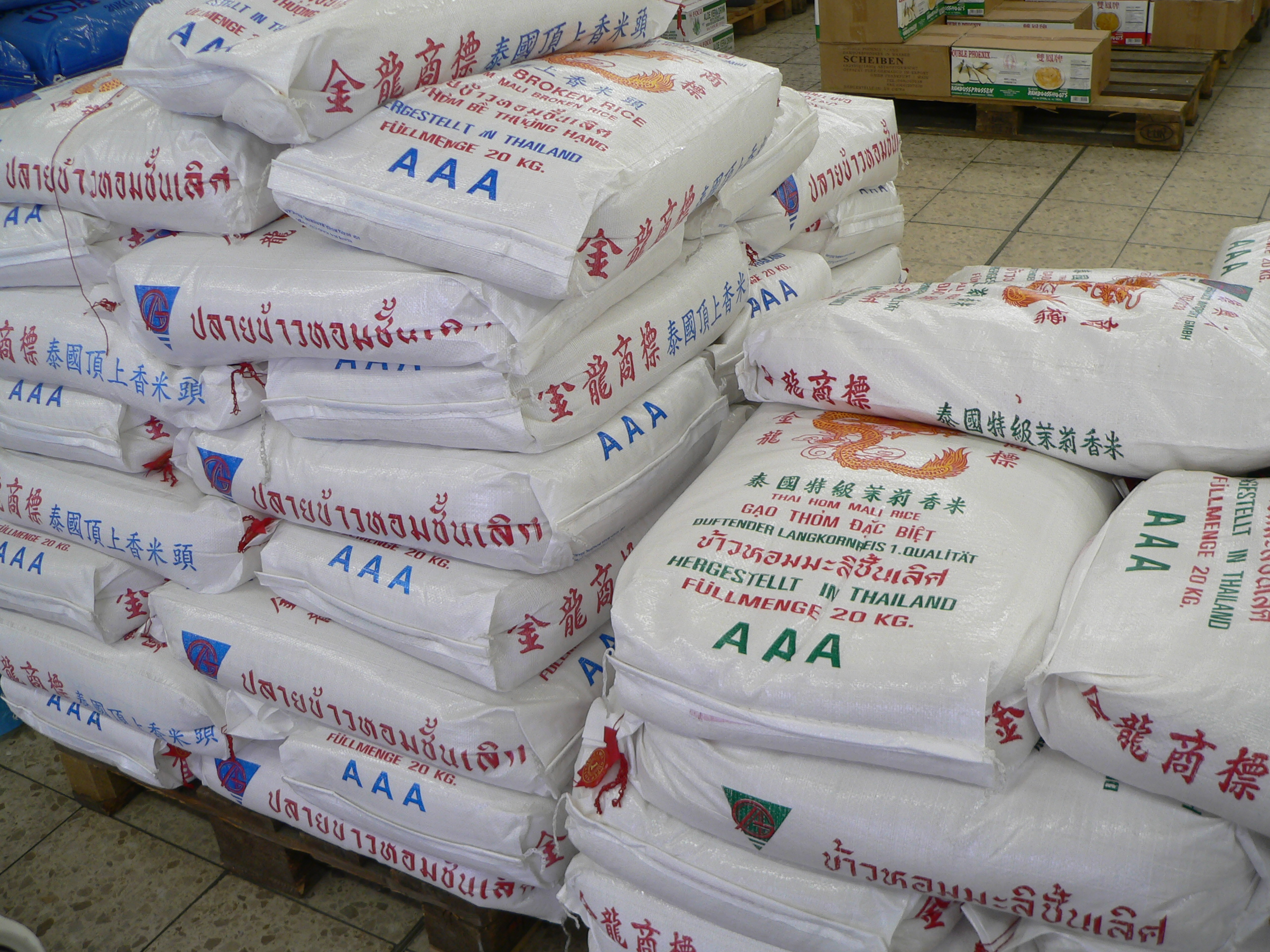
泰國出口中國的茉莉香米

中国—东盟自由贸易区内拥有19亿人口，国内生产总值近6万亿美元，贸易总额达4.5万亿美元，该自由贸易区是全球人口最多的自由贸易区，也是继欧洲联盟、北美自由贸易区之后，全球第三大的自由贸易区。

## 过程
中國於2000 年11月首次提出自由貿易區的構想，東盟領導人和中國領導人隨即決定探討實現區域內經濟一體化的措施和可行性。2001年11月，在文莱举行的第五次中国－东盟领导人会议上，中華人民共和国和东盟达成共识，一致同意建立中国―东盟自由贸易区。
2002年11月4日，在第六次中国－东盟领导人会议上，中華人民共和国国务院总理朱镕基和东盟10个成员国的领导人共同签署了《中国－东盟全面经济合作框架协议》，决定到2010年建成中国－东盟自由贸易区。第一階段是6個首批簽署國承諾到2010年取消其90%產品的關稅。2003年至2008年期間，中國與東盟的貿易額從596億美元增長到1925億美元。中國在21世初紀轉型成世界主要經濟大國，其對竹網的投資大幅增加。6個首批簽署國在2010年實現了目標後，柬埔寨、老撾人民民主共和國、緬甸和越南也會採取了相同的關稅政策，並在2015年實現相同的目標。2010年1月1日，中国－东盟自由贸易区全面启动，中国对东盟的平均关税从9.8%降至0.1%。到2015年，東盟與中國商品貿易總額達到3465億美元（佔東盟貿易的15.2%），東盟自由貿易區加速了中國與东盟直接投資和商業合作的增長。
2022年11月，中国与东盟共同宣布正式启动中国—东盟自贸区3.0版谈判，谈判将涵盖货物贸易、投资、数字经济和绿色经济等领域。2023年2月7日，中国—东盟自贸区3.0版谈判启动首轮磋商。2023年6月25日，中國—東盟自貿區3.0版第3輪談判在雲南昆明開幕。2024年10月10日，中国—东盟自贸区3.0版谈判在老挝万象宣布实质性结束。2025年5月20日全面完成談判。

## 签约国
| 国家           | 首都         | 国土面积 （平方千米） | 人口 （至2008年）    | 国内生产总值 （亿美元,至2017年, IMF） | 货币       | 官方语言                     |
| -------------- | ------------ | --------------------- | -------------------- | ------------------------------------- | ---------- | ---------------------------- |
| 泰国           | 曼谷         | 513,115               | 63,389,730 (2003)    | 4,553                                 | 泰铢       | 泰语                         |
| 马来西亚       | 吉隆坡       | 329,847               | 28,200,000           | 3,144                                 | 马币       | 马来语，英语（特定）         |
| 新加坡         | 新加坡       | 707.1                 | 4,839,400 (2007)     | 3,239                                 | 新加坡元   | 马来语, 华语, 英语, 泰米尔语 |
| 菲律宾         | 马尼拉       | 300,000               | 92,226,600 (2007)    | 3,134                                 | 菲律宾披索 | 菲律宾语, 英语               |
| 印度尼西亚     | 努山塔拉     | 1,904,569             | 230,130,000          | 10,154                                | 印尼盾     | 印尼语                       |
| 文莱           | 斯里巴加湾市 | 5,765                 | 490,000              | 119                                   | 文莱元     | 马来语                       |
| 越南           | 河内         | 331,690               | 88,069,000           | 2,204                                 | 越南盾     | 越南语                       |
| 老挝           | 万象         | 236,800               | 6,320,000            | 171                                   | 基普       | 老挝语                       |
| 缅甸           | 内比都       | 676,578               | 50,020,000           | 665                                   | 缅元       | 缅甸语                       |
| 柬埔寨         | 金边         | 181,035               | 13,388,910           | 113                                   | 柬埔寨瑞尔 | 高棉语                       |
| 中华人民共和国 | 北京         | 9,640,821             | 1,338,612,968 (2009) | 120,146                               | 人民币     | 普通话                       |